# Ibasiriri
Ibasiriri (auch: Ibosiriri) ist eine Ortschaft im Departamento Santa Cruz im südöstlichen Tiefland des südamerikanischen Andenstaates Bolivien.

## Lage im Nahraum
Ibasiriri ist die siebtgrößte Ortschaft des Kanton Charagua im Municipio Charagua in der Provinz Cordillera. Ibasiriri liegt auf einer Höhe von 430 m im bolivianischen Gran Chaco, einen Kilometer westlich des Río Parapetí, der hier in nördlicher Richtung fließt, bis er rund zweihundert Kilometer flussabwärts im Feuchtgebiet der Bañados de Izozog nach und nach versickert.

## Geographie
Ibasiriri liegt in den wechselfeuchten Tropen und weist eine deutliche Trockenzeit in den Monaten Mai bis Oktober auf (siehe Klimadiagramm Villamontes), das Klima ist semihumid.
Die Jahresdurchschnittstemperatur beträgt rund 25 °C, mit 19 bis 20 °C im Juni und Juli und über 28 °C von Oktober bis Februar. Der Jahresniederschlag beträgt unter 700 mm, feuchteste Monate sind Dezember bis März mit etwa 100 mm und trockenste Monate Mai bis September mit nur seltenem Niederschlag.

## Verkehrsnetz
Ibasiriri liegt in einer Entfernung von 312 Straßenkilometern südöstlich von Santa Cruz, der Hauptstadt des gleichnamigen Departamentos.
Von Santa Cruz führt die asphaltierte Nationalstraße Ruta 9 in südlicher Richtung über Cabezas nach Abapó am Ufer des Río Grande und weiter über Ipitá und Villamontes nach Yacuiba an der bolivianischen Grenze zu Argentinien. Fünf Kilometer südlich von Abapó zweigt in östlicher Richtung die Ruta 36 ab, die bis San Isidro del Espino asphaltiert ist und dann über Igmiri nach 88 Kilometern Saipurú erreicht. Hier zweigt eine unbefestigte Landstraße in östlicher Richtung ab, die weitgehend schnurgerade durch den Chaco führt und nach 72 Kilometern La Brecha und den Río Parapetí erreicht; von La Brecha sind es noch einmal fünf Kilometer in südlicher Richtung bis Isabiriri.

## Bevölkerung
Die Einwohnerzahl der Ortschaft ist im Jahrzehnt zwischen den beiden letzten Volkszählungen um mehr als ein Drittel angestiegen:
| Jahr | Einwohner         | Quelle       |
| ---- | ----------------- | ------------ |
| 1992 | keine Detaildaten | Volkszählung |
| 2001 | 364               | Volkszählung |
| 2012 | 515               | Volkszählung |
| 2024 |                   | Volkszählung |

Die Region weist einen deutlichen Anteil an Guaraní-Bevölkerung auf, im Municipio Charagua sprechen 48,8 Prozent der Bevölkerung Guaraní.